# Wyryki (gromada)
Wyryki – dawna gromada, czyli najmniejsza jednostka podziału terytorialnego Polskiej Rzeczypospolitej Ludowej w latach 1954–1972.
Gromady, z gromadzkimi radami narodowymi (GRN) jako organami władzy najniższego stopnia na wsi, funkcjonowały od reformy reorganizującej administrację wiejską przeprowadzonej jesienią 1954 do momentu ich zniesienia z dniem 1 stycznia 1973, tym samym wypierając organizację gminną w latach 1954–1972.
Gromadę Wyryki z siedzibą GRN w Wyrykach-Połodzie utworzono – jako jedną z 8759 gromad na obszarze Polski – w powiecie włodawskim w woj. lubelskim na mocy uchwały nr 17 WRN w Lublinie z dnia 5 października 1954. W skład jednostki weszły obszary dotychczasowych gromad Wyryki-Adampol i Wyryki-Połód, ponadto miejscowość Krukowo z dotychczasowej gromady Suchawa oraz miejscowości Wyryki-Wola wieś i Marynki leśn. z dotychczasowej gromady Wyryki-Wola, a także obszar lasu państwowego położony na północ od drogi Lublin-Włodawa z dotychczasowej gromady Wyryki – ze zniesionej gminy Wyryki w tymże powiecie. Dla gromady ustalono 12 członków gromadzkiej rady narodowej.
1 stycznia 1958 do gromady Wyryki włączono obszar zniesionej gromady Lubień oraz wsie Iwanki i Suchawa wraz z leśnictwem Suchawa ze zniesionej gromady Żdżarka w tymże powiecie.
1 stycznia 1962 do gromady Wyryki włączono wieś i kolonię Horostyta, kolonię Ignaców oraz wieś i kolonię Zahajki ze zniesionej gromady Horostyta, a także kolonię i PGR Kaplonosy oraz osadę leśną Siedliska ze zniesionej gromady Żuków w tymże powiecie.
1 stycznia 1969 do gromady Wyryki włączono wieś Zamołodycze ze zniesionej gromady Wołoskowola w tymże powiecie.
Gromada przetrwała do końca 1972 roku, czyli do kolejnej reformy gminnej. 1 stycznia 1973 w powiecie włodawskim reaktywowano gminę Wyryki.